# Fadengraben
Der Fadengraben ist ein Bach, der durch die im südlichen Niederösterreich gelegene Marktgemeinde Puchberg am Schneeberg fließt. 
Die beiden Quellen des Baches liegen auf der Mamauwiese, einerseits nahe der Sebastianhütte und andererseits nahe der Kapelle am Wastl. Die Mamauwiese befindet sich zwischen der Dürren Leiten und dem Größenberg im Grenzbereich der Gemeinden Gutenstein und Puchberg am Schneeberg. Der Bach fließt dann in Richtung Südosten über den Sebastian-Wasserfall, ehe er in den Sebastianbach mündet.

## Wasserfall

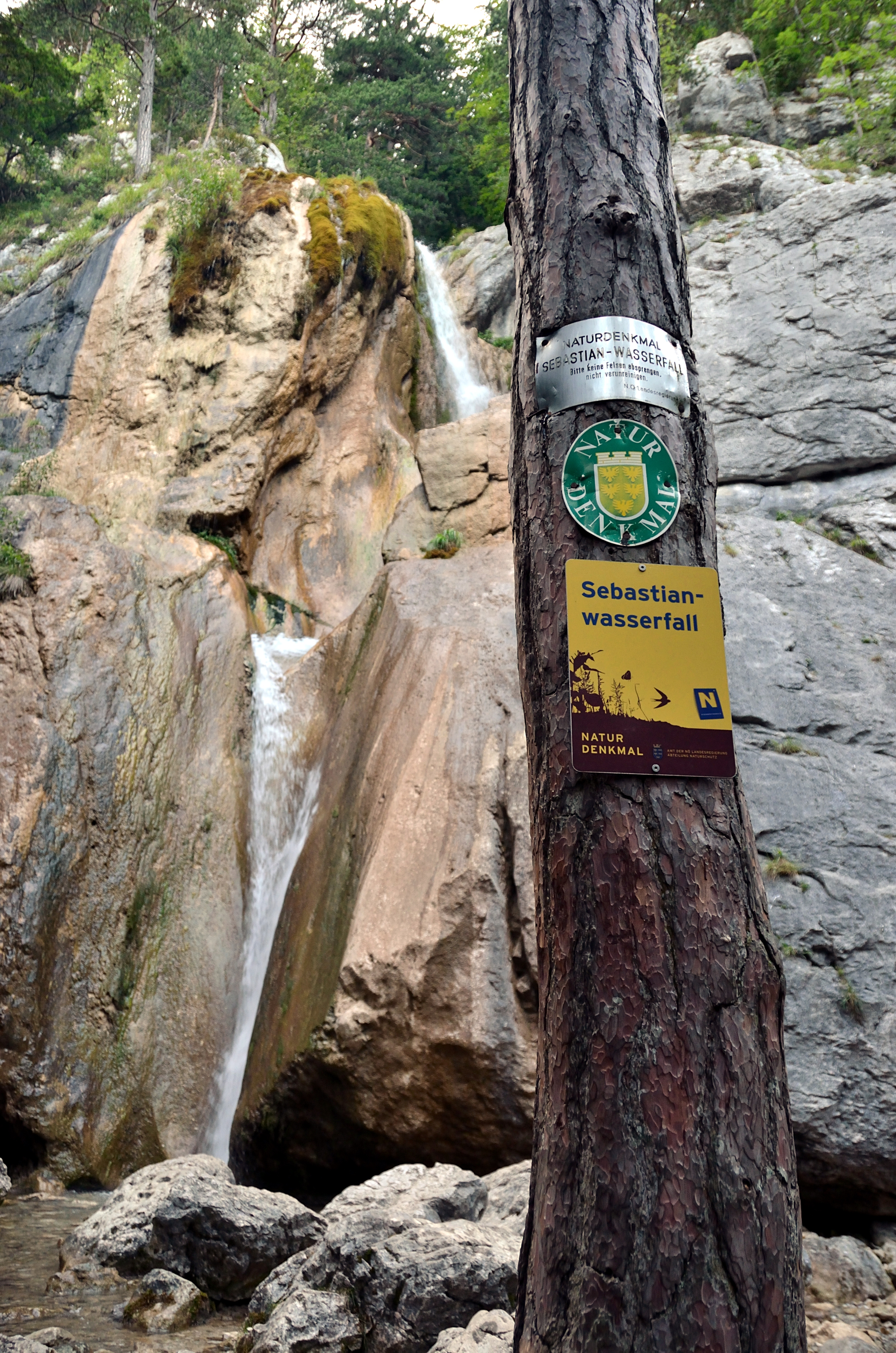
Der Sebastian-Wasserfall

Rund vier Kilometer vom Puchberger Ortszentrum entfernt, im Ortsteil Sonnleiten, befindet sich der Sebastian-Wasserfall (), ein beliebter Ausgangspunkt für verschiedene Wanderungen. Unter anderem führt auch der Weitwanderweg zahlreicher burgenländischer Pilgergruppen am Weg nach Mariazell hier vorbei. Der Wasserfall ist nicht nur eine Sehenswürdigkeit, sondern dort und an den danebenliegenden Wänden wird auch geklettert und eisgeklettert.
Der Wasserfall ist als Naturdenkmal ausgewiesen. 